# Sulcarius nigridens
Sulcarius nigridens là một loài tò vò trong họ Ichneumonidae.